# 폴란드 국립도서관

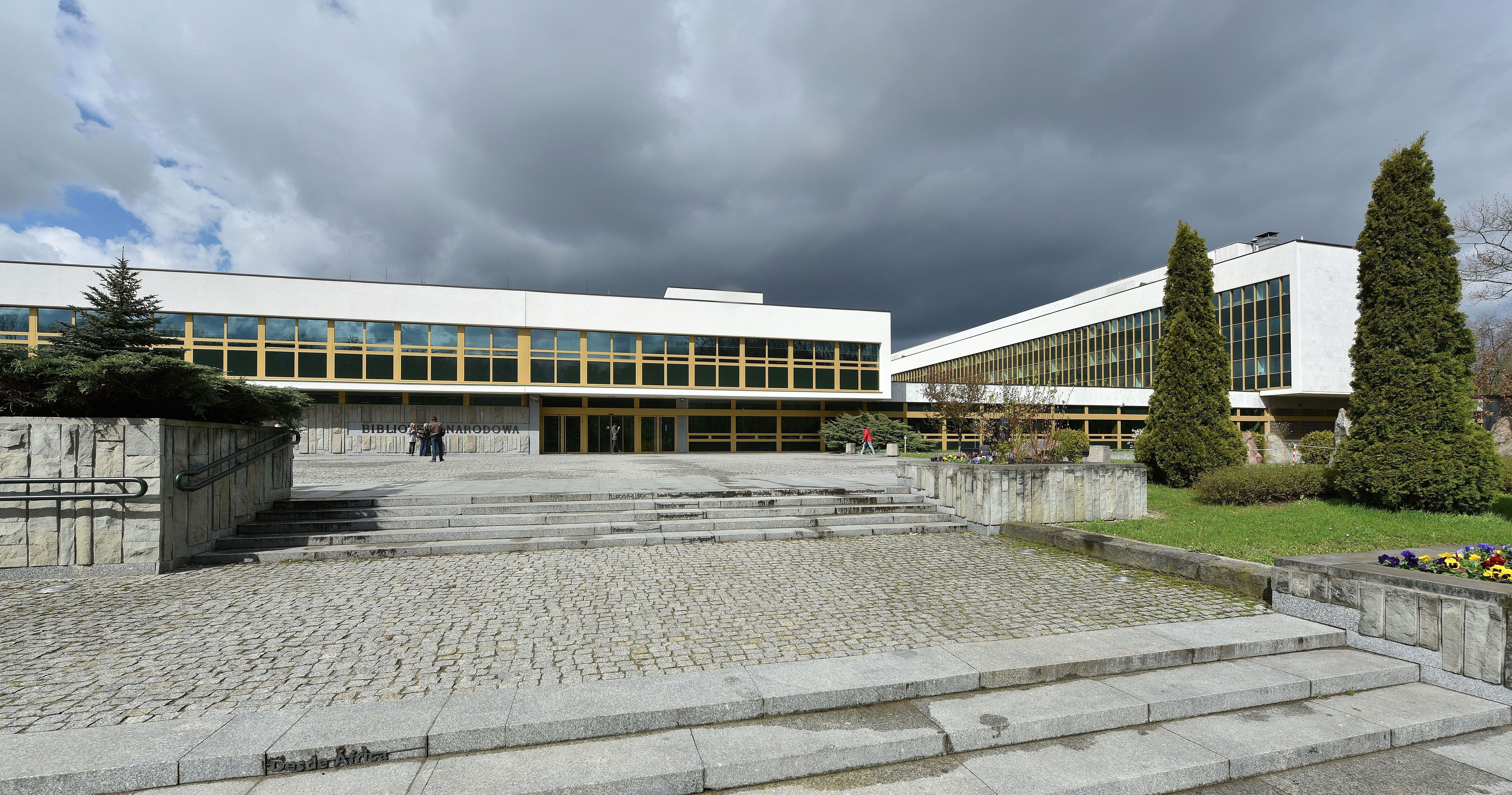
폴란드 국립도서관

폴란드 국립도서관(폴란드어: Biblioteka Narodowa)은 폴란드 바르샤바에 위치한 국립도서관이다. 본관은 폴란드 문화국가유산부 청사와 맞닿아 있다.
폴란드 국립도서관에서는 폴란드에서 발행되는 서적, 잡지, 전자 및 시청각 발행물은 물론 해외 발행물까지 수집하고 있다. 폴란드의 핵심적인 기록 보관소이자 문헌 서지의 국가적 기준이 된다. 또한 연구 기관으로서의 중대한 역할도 수행하고 있으며, 폴란드 전역에 소재한 도서관들의 모범이 되고 있다.
폴란드 국립도서관은 폴란드에서 출간되는 모든 서적의 복제본을 납본받고 있다. 폴란드에서 국립도서관 지위에 해당되는 도서관은 이곳과 야기엘론스키 도서관 둘 뿐이다.

## 조직도
폴란드 국립도서관은 다음 세 조직으로 나뉜다.
- 국립도서관 (biblioteka)
- 국립도서관 서지연구소 (Instytut Bibliograficzny)
- 서적독서원 (Instytut Książki i Czytelnictwa)

## 역사

### 시초

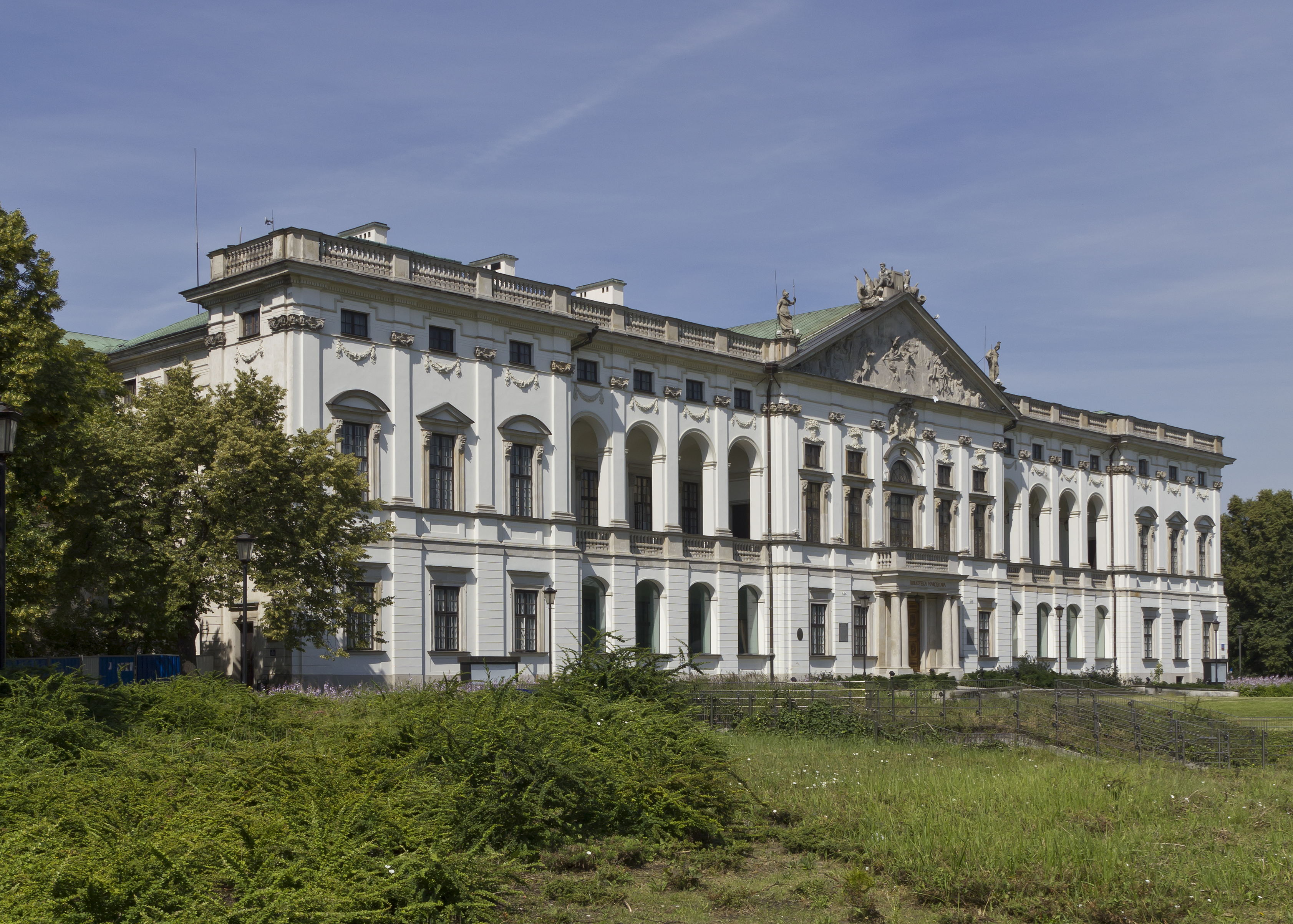
특별수장고로 쓰이는 크라신스키 궁전

폴란드 국립도서관의 시초는 18세기에 생겨난 자우스키 도서관이다. 얀 3세 소비에스키의 장서를 그의 손녀 마리아 카롤리나 소비에스카가 간직해두고 있었는데, 그것을 가져다 도서관으로 삼은 것이다. 하지만 자우스키 도서관의 소장품들은 폴란드의 2차 분할 당시 러시아 예카테리나 2세 여왕의 휘하부대가 압수하여 상트페테르부르크로 옮겼고, 다른 장서와 함께 1795년 황실도서관의 소장품이 되었다. 이 때 도서관에서 빼내어 러시아로 운반하는 과정에서 제대로 된 관리가 이뤄지지 않았던 탓에 서적의 일부가 훼손되고 망가지는가 하면, 도둑맞는 일도 허다하였다. 역사학자 요아힘 렐레벨의 기록에 의하면 자우스키 장서들은 "흐로드나에서 바구니째로 팔리고 있을 정도"였다고 한다.

### 설립
이러한 사정 때문에 1918년 폴란드가 다시 독립했을 때 국립도서관으로 기능할 만한 중앙 기관이 존재하지 않았다. 이에 이그나치 모시치츠키 대통령이 칙령을 선포, 1928년 2월 24일 폴란드 국립도서관이 근대적인 도서관으로 처음 설립되었다. 도서관 조성 공사를 진행한 끝에 1930년 정식 개관하였으며, 문을 열 당시 소장한 장서 수는 200,000권에 달했다. 초대 도서관장은 스테판 뎀비였으며 1934년에는 스테판 브르텔비에르친스키가 2대 관장으로 취임하였다. 1932년에는 모시치츠키 대통령이 빌라누프 궁전 박물관에 있던 장서와 문서들을 전부 도서관에 기증하였는데 개중에는 스타니스와프 코스트카 포토츠키의 소장품 중 4만 장서와 2만 점의 회화도 포함되어 있었다. 이 같은 노력으로 도서관의 장서 수는 빠르게 늘어갔다.
처음에는 국립도서관 건물이 협소했기 때문에 장서들을 여러 곳에 나누어 수용해야 했다. 도서관 열람실은 바르샤바 경제학교에 새로 지은 도서관 건물 내에 자리했다. 1935년에는 바르샤바의 포토츠키 궁전을 특별수장고로 사용하게 되었다. 이후 대규모 '정부청사 구역' 계획의 일환으로 지금의 모코투프 평원 자리에 새로운 도서관 전용건물을 세울 예정이었으나 제2차 세계 대전이 발발하면서 어려워지게 되었다. 전쟁 직전 폴란드 국립도서관의 소장품은 서적과 19~20세기 출간 잡지 650만 권, 고문서 3,000본, 초기간행본 2,200본, 필사본 52,000본, 그리고 기타 지도와 성화, 음악 앨범 등으로 구성되었다.

### 세계 대전
1940년 나치 독일이 폴란드를 점령하면서 폴란드 국립도서관의 지위를 바르샤바 시립도서관으로 격하시켰다. 또 도서관을 여러 기관으로 나누었는데, 먼저 바르샤바 대학 건물에 독일인용 서적부서를 마련하고, 경제학교 본관 도서관에는 일반 방문객의 열람이 허용되지 않는 서적들을 소장하는 제한부서를 두었으며, 마지막으로 크라신스키 궁전에는 바르샤바 소재 관공서와 기관에서 압수한 특별 컬렉션을 소장하였다.
1944년 바르샤바 봉기가 벌어진 이후 나치 점령군은 폴란드인에 대한 진압조치로 바르샤바 도서관의 특별소장품을 불태우도록 지시하였다. 이로 인해 그 가치를 매길 수 없는 16-18세기 폴로니카를 비롯한 초창기 출판본 80,000권, 원고 26,000본, 초기간행본 2,500본, 회화 및 판화 100,000점, 악보와 극본 50,000본이 그대로 소실되었다. 전쟁 전인 1939년 바르샤바 소재 도서관의 장서 규모는 600만 권에 달했던 것으로 추정되는데, 전쟁 중에는 360만 권이 소실되었고 이 중 대부분이 폴란드 국립도서관의 소장품이었던 것으로 조사되고 있다.

## 소장품

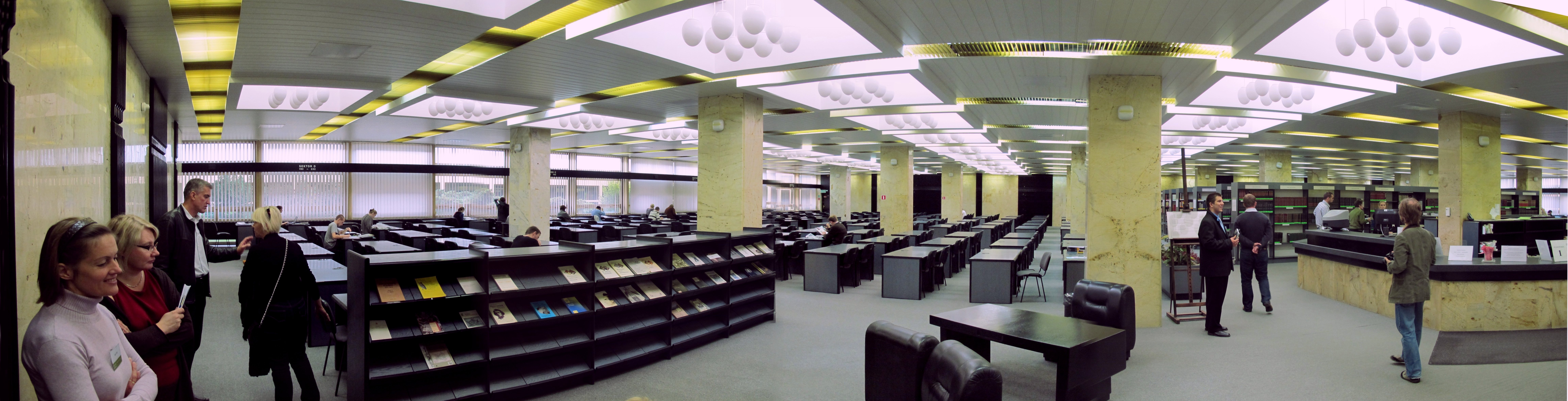
본관 열람실

오늘날 폴란드 국립도서관의 소장품 수는 국내 최대 규모이며, 2004년 기준으로 총 7,900,000점에 달한다. 이 중 1801년 이전에 출간된 것은 160,000점에 달하며, 원고 26,000본 (음악 관련 원고는 6,887본), 악보 114,000점, 회화 400,000점이다. 일반서적 2,000,000권, 19~21세기에 출간된 잡지 복사본 800,000본이 보관되어 있으며, 그밖에도 지도자료 101,000점과 사진, 도해자료를 비롯해 단기보관자료 2,000,000본이 소장되어 있다. 폴란드 국립도서관의 대표적인 소장품으로는 2007년 유네스코 세계기록유산으로 등재된 《코덱스 수프라실리엔시스》(151장)가 있다.
2012년에는 폴란드 도서관 기록 130만 건을 월드캣에 등록하는 협약을 체결하였다.

### 참고 문헌
- Nicholas A. Basbanes (2003). 《A Splendor of Letters: The Permanence of Books in an Impermanent World》. Warsaw. ISBN 0-06-008287-9. 2008년 2월 17일에 확인함.
- various authors; Tomasz Balcerzak; Lech Kaczyński (2004).  Tomasz Balcerzak, 편집. 《Pro memoria: Warszawskie biblioteki naukowe w latach okupacji 1939-1945》. transl. Philip Earl Steele. Warsaw: Biblioteka Narodowa. 38쪽.
- Katarzyna Czechowicz (2007년 8월 14일). “The 260th anniversary of opening the Załuski Library”. 《eduskrypt.pl》. 2017년 8월 14일에 원본 문서에서 보존된 문서. 2008년 2월 17일에 확인함.
- Rebecca Knuth (2006). 《Burning books and leveling libraries: extremist violence and cultural destruction》. Greenwood Publishing Group. 166쪽. ISBN 0-275-99007-9.
- Andrzej Mężyński (2010). 《Biblioteki Warszawy w latach 1939–1945》 [Warsaw's Libraries in the years 1939-1945]. Straty Kultury Polskiej (폴란드어). Warsaw: Ministry of Culture and National Heritage. 367쪽. ISBN 9788392922766.
- Joanna Pasztaleniec-Jarzyńska; Halina Tchórzewska-Kabata (2000), 《The National Library in Warsaw: tradition and the present day》 (폴란드어), Warsaw: National Library, ISBN 83-7009-295-0
- UNESCO (corporate author) (2007). “Codex Suprasliensis”. 《portal.unesco.org》. UNESCO. 2013년 10월 20일에 원본 문서에서 보존된 문서. 2013년 7월 18일에 확인함.